# 微带天线
微带天线（英语：microstrip antenna）的概念首先由Deschamps在1953年提出。但是二十年之后当改进的理论模型被提出之后，以及对覆铜或覆金的介质基片的光刻技术发展之后，实际的天线才制作出来。最早的实际的微带天线由Howell和Munson在二十世纪七十年代初期研制成，之后微带天线得到了广泛的研究和发展，从而使微带天线得到了多种应用，并且在微波天线这个领域成为一个分立的整体。

## 分类
按形状可以分为：矩形微带天线、圆形微带天线、三角形微带天线、五角形微带天线、椭圆形微带天线，还有其他各种形状的天线，但大多数是规则的几何形状。
其他种类还有：微带行波天线、微带缝隙天线、微带阵列天线等。

## 结构
微带天线是由贴在带有金属地板介质基片上的辐射贴片构成。贴片导体通常是铜或者金，它可以取任意形状，但是通常我们都使用常规的形状如矩形和圆形来简化分析和仿真过程。

## 优缺点
同常规的微波天线比，微带天线具有一些独特的优点，如：重量轻、体积小、剖面薄、制造成本低易于大量生产、散射截面较小等。
微带天线的缺点有：频带窄，有损耗因而增益较低（一般低于20dB）、功率容量较低等。

## 应用
微带天线应用非常广泛，它已经应用于卫星通讯、多普勒及其他雷达、导弹遥测、武器信管、遥测遥感等诸多领域。